# La Corbière (Haute-Saône)
La Corbière település Franciaországban, Haute-Saône megyében. Lakosainak száma 110 fő (2022. január 1.). La Corbière La Proiselière-et-Langle, Belmont, La Bruyère, Les Fessey és Magnivray községekkel határos.

## Népesség
A település népességének változása:
| Lakosok száma | 95   | 102  | 107  | 106  | 107  | 109  | 109  | 110  | 110  |
|               | 2013 | 2015 | 2016 | 2017 | 2018 | 2019 | 2020 | 2021 | 2022 |